# Adela Łukiewska
Adela Łukiewska z d. Łęgowska (ur. 5 kwietnia 1873 w Feliksowie, zm. 21 kwietnia 1941 w Toruniu) – działaczka społeczna, członkini Polskiego Czerwonego Krzyża.
Urodziła się w Feliksowie niedaleko Wąbrzeźna jako córka Pawła i Julianny Łęgowskich. Jej siostrą była posłanka Anna Piasecka. 20 maja 1890 roku poślubiła Franciszka Łukiewskiego, wąbrzeskiego kupca. Rok później na świat przyszła ich jedyna córka Eleonora. 
Adela była działaczką społeczną. Przez 25 lat (1904-1929) była przewodniczącą Towarzystwa Pań Miłosierdzia św. Wincentego à Paulo w Wąbrzeźnie. W czasie I wojny światowej zajmowała się m.in. kwaterunkiem żołnierzy polskich w mieście. W 1926 roku weszła w skład Komitetu Obywatelskiego w Wąbrzeźnie pomagającego biednym, organizującego zbiórki dla potrzebujących i dożywianie dzieci. Od 1919 roku wchodziła w skład wąbrzeskiego oddziału Polskiego Czerwonego Krzyża. 
W dowód uznania swych zasług w 1929 roku otrzymała od władz miejskich tzw. Album Adeli Łukiewskiej przechowywany dziś w zbiorach wąbrzeskiej biblioteki.

## Źródła
- Historia Wąbrzeźna red. K. Mikulski, Wąbrzeźno 2005, str. 190, 251, 256
- Album Adeli Łukiewskiej w zbiorach Miejskiej i Powiatowej Biblioteki Publicznej im. W. Szlachcikowskiego w Wąbrzeźnie